# Jacques de Goyon de Matignon
Jacques de Goyon de Matignon (* 1643 in Torigni-sur-Vire; † 15. März 1727 in Paris) war ein französischer römisch-katholischer Geistlicher und Bischof von Condom.

## Leben
Er entstammte der bretonisch-normannischen Adelsfamilie Goyon und war ein Sohn des François de Goyon († 1675), Herr von Matignon, Graf von Thorigny, Marquis von Lonray und dessen Frau Anne Malon de Bercy. Sein Bruder Léonor war Bischof von Lisieux. Er war ein Onkel von François-Léonor-Jacques Goyon, der 1731 als Jacques I. Fürst von Monaco wurde und von dem die späteren Fürsten von Monaco abstammten. Er empfing am 5. April 1670	die Priesterweihe.
Jacques de Goyon de Matignon wurde am 31. Oktober 1671 zum Bischof von Condom erwählt, was die römische Kurie am 22. Februar 1672 bestätigte. Die Bischofsweihe spendete ihm am 16. April 1673 sein Vorgänger Jacques Bénigne Bossuet; Mitkonsekratoren waren Guy de Sève de Rochechouart, Bischof von Arras, und Louis-Marie-Armand de Simiane de Gordes, Bischof von Langres. 1693 resignierte er auf das Bistum Condom und wurde Kommendatarabt der Abtei Saint-Victor in Marseille, die ihm eine Rente von 30.000 livres einbrachte.

## Wirken
Jacques de Goyon de Matignon galt als Unterstützer des Jansenismus. Er war 1719 Hauptkonsekrator von Dominique-Marie Varlet, der die apostolische Sukzession an das altkatholische Erzbistum Utrecht weitergab.